# Andrzej Szymon Borkowski
Andrzej Szymon Borkowski – polski naukowiec i przedsiębiorca, doktor habilitowany w dziedzinie nauk inżynieryjno-technicznych w dyscyplinie naukowej inżynieria lądowa, geodezja i transport.

## Życiorys
Andrzej Borkowski jest absolwentem Wydziału Geodezji i Kartografii Politechniki Warszawskiej. W 2019 roku został zatrudniony na stanowisku adiunkta badawczo-dydaktycznego w Zakładzie Gospodarki Przestrzennej i Nauk o Środowisku Przyrodniczym. Od 2019 roku nieprzerwanie współpracuje z Akademią Techniczno-Artystyczną Nauk Stosowanych w Warszawie.

## Działalność naukowa
Jego zainteresowania naukowe obejmują badania podstawowe i aplikacyjne nad BIM. Jest autorem dwóch monografii naukowych, współautorem trzech podręczników i autorem lub współautorem ponad 60 artykułów naukowych.
W obszarze aktywności organizacyjnej pełni m.in. funkcję przewodniczącego wydziałowej komisji ds. informatyzacji, wydziałowego koordynatora danych badawczych oraz administruje dwoma akredytowanymi laboratoriami egzaminacyjnymi. Jest Autoryzowanym Trenerem Autodesk (ACI ID 46632), Akredytowanym Egzaminatorem ECDL CAD (PL-E4871), Specjalistą MA TRIZ 1 stopnia, Ekspertem Zespołu Konsultantów i Wykładowców Instytutu Budownictwa Optymalnego oraz trenerem Zespołu Doradców Gospodarczych TOR. Jest także zaangażowany w działalność organizacji zawodowych i naukowych – jest m.in.: członkiem zarządu Naukowego Towarzystwa Rewitalizacji, koordynatorem produktu EPP GIS z ramienia organizacji ICDL, pod auspicjami Polskiego Towarzystwa Informatycznego, redaktorem ds. publikacji naukowych Stowarzyszenia BIM i członkiem Towarzystwa Rozwoju Obszarów Wiejskich.